# 拿骚级战列舰
拿骚级战列舰（德語：Großlinienschiff der Nassau-Klasse）是德意志帝国海军于1900年代建造的首批四艘无畏类战列舰的船级，由首舰拿骚号、莱茵兰号、波森号和威斯特法伦号组成。全部四艘舰均于1907年中期开建，至1910年底前完工。尽管人们普遍认为这是为了回应英国战列舰无畏号而建造的，但它们的设计实际可追溯至1903年；它们实际上是对前无畏舰纳尔逊勋爵级的回应。拿骚级的主舰炮为在六座双联装炮塔内以独特六边形排列的十二门280毫米炮。与其它许多无畏舰不同，拿骚级舰只保留了三胀式蒸汽机，而非更强大的蒸汽轮机。
拿骚级战列舰在入役后组成了公海舰队第一战列分舰队的第二支队。从1910年到1914年，它们参加了公海舰队在和平时期的例行活动，包括各种分舰队演练、训练巡航和每年8月到9月的舰队演习。在1914年7月第一次世界大战爆发后，拿骚级舰只也多次参与舰队行动，旨在孤立和摧毁数量上占优的英国大舰队个体。这些任务通常包括对袭扰英国沿海城镇的第一侦察集群大巡洋舰提供远程支援。相关行动在1916年5月31日至6月1日爆发的日德兰海战中达到高潮，期间拿骚级舰只协助击沉了装甲巡洋舰黑太子号。
战争期间，拿骚级战列舰同样有在波罗的海实施针对俄国海军的行动。其中拿骚号和波森号于1915年的里加湾海战曾与俄国前无畏舰光荣号交火；莱茵兰号与威斯特法伦号则曾被派往芬兰以支援芬兰军队反抗苏联统治，但莱茵兰号遭遇搁浅并严重受损。德国战败后，四艘拿骚级舰只都被割让予协约国，并1920年代初拆解报废。

## 设计

### 初始设计
尽管拿骚级通常被认为是德国人对革命性的英国战列舰无畏号的回应，但其采用“全装重型火炮”（all big gun）的决定甚至早于英舰的建造。最终被纳入拿骚级的设计工作始于1903年，并计划于1906年开建。德皇威廉二世认为，海军应该建造大型装甲巡洋舰（即大巡洋舰）作为单一的主力舰类型。1903年12月，威廉二世提议建造一款排水量约为13300吨的新舰，配备四门280毫米炮和八门210毫米炮，速度为18節（33每小時）。他要求造舰局根据其想法提交草案；至1904年1月，已有三项类似设计得到拟定，分别为“5A”、“5B”和“6”号方案。前两项方案均配备八门210毫米炮，其中“5A”号安装在四个单座炮塔和四个炮廓内，“5B”号安装在四个双联装炮塔内。“6”号方案则有十门火炮，其中四门安装至四个炮廓内，余下六门设于中央炮台内。虽然海军司令部认为“5B”号能够提供最佳的射击角度，但他们还是提呈了“6”号方案供进一步考虑。对该方案的评估得出的结论是，它与之前的德国级战列舰相比没有显著的改进。
德皇于1904年2月再次介入，要求建造一款14000吨的舰只，配备十门210毫米炮或240毫米炮作为副炮；造舰局和基尔的帝国船厂为此重拟了方案。其中的“6B-D”号是前期6号方案的变体，而另外两个“10A”和“10B”号的特点是采用更大口径的火炮；由于基尔提呈的文件未能保存下来，其细节信息也不得而知。威廉二世中断了这项设计工作，他建议以将主炮口径缩小至240毫米为代价大幅提高航速，这导致了进一步的设计研究，并于4月完成。在国家海军部进行的进一步研究中，方案被全盘否定。那里的官员注意到，副炮口径应限制在210毫米内，因为240毫米炮的重量增加会限制炮的数量。由此，又衍生出了配备十二门炮的“项目I”、配备十六门炮的“项目II”以及配备八门240毫米炮的“项目III”方案。全部三种改型都保留了以280毫米炮作为主炮的设计。
在4月下旬的审议中，项目I成为最受欢迎的方案，因为它比项目II的成本更低（项目II还需要拓宽威廉皇帝运河）。该方案被细化为“IA”和“IB”两个版本，前者使用炮廓，后者使用单座炮塔。威廉二世于5月批准了“IA”方案，尽管其副炮的布局仍存在争议。而另一款于去年12月提呈的改型“7D”号，即将八门火炮移至双联装炮塔内，并采用改进的水下防护系统，也于1904年1月7日得到了德皇的批准。然而，当德国人了解到英国纳尔逊勋爵级战列舰的特点后，这些计划立即被打乱：纳尔逊勋爵级装备有十门9.2英寸（230）炮作为副炮，并估计下一代的战列舰船级将携带更强大的武器。这意味着“7D”将不足以对抗英国的下一代战列舰，设计人员不得不重新开始工作。

### 全装重炮方案

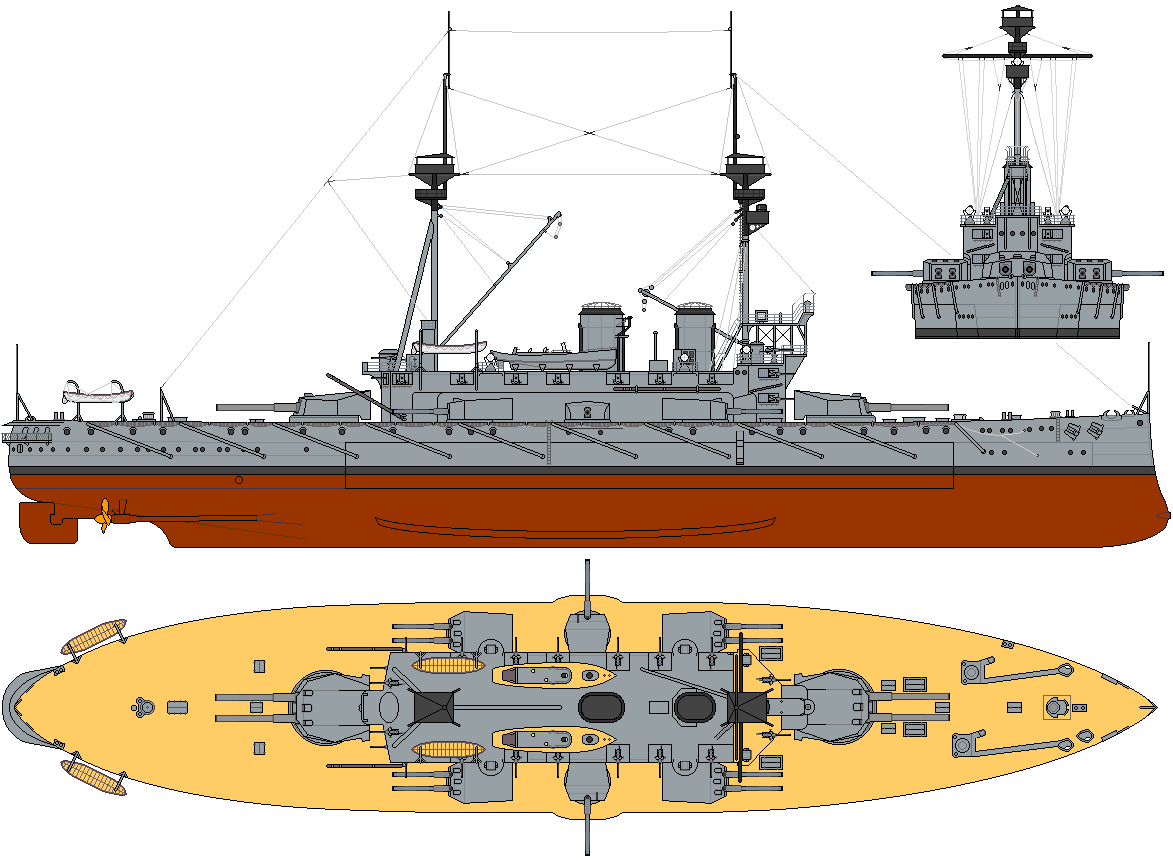
英国纳尔逊勋爵级战列舰的设计,促使德国人对他们初始方案重新设计

带有六座210毫米双联装炮塔的改型，连同德国的第一款“全装重型火炮”战列舰方案得到提呈；后者装备有八门280毫米炮，其中四门设于标准双联装炮塔内、其余六门设于单座炮塔中。威廉二世于1905年3月18日批准了全装重炮方案，之后展开了进一步的设计改良，包括加大舷宽，重新排列八门170毫米副炮，并优化主炮炮塔。当知悉意大利的埃莱娜王后级战列舰的航速可达22節（41每小時）后，德皇再次试图干预设计进程；他敦促海军按照其于1903年建议的方案建造一款类似的军舰。然而，海军元帅阿尔弗雷德·冯·提尔皮茨指出，根据1900年的《舰队法》，合并战列舰和大巡洋舰的类别是不可能的，而造舰局正忙于其他项目，无暇承接另一个项目。
在此期间，提尔皮茨致力于确保下一部舰队法的通过；他原本要求建造六艘新的战列舰和六艘大巡洋舰，以及其它一些混杂的小型舰艇，并认为这是打破英国“两强标准”政策的一个绝佳机会。随着主力舰设计在尺寸和功率上的不断增长，其成本也呈螺旋上升。随着帝国议会反对增加预算，迫使提尔皮茨将其要求减少至六艘大巡洋舰（其中一艘本应作为储备）和四十八艘鱼雷艇，新战列舰的要求则完全放弃；经过删减的提案于1906年5月19日投票通过，成为《舰队法》的第一修正案。修正案通过一周后，用于两艘18000吨级战列舰和15000吨级大巡洋舰的经费获拨付予海军。资金还拨付用于拓宽威廉皇帝运河及扩建码头设施，以便容纳更大型舰只。
设计人员继续改进新舰方案，到1905年9月，已经提出了几款改型，包括“F”号方案，它用同等数量的双联装炮塔取代了四个单座炮塔。170毫米炮也被替换为十二门150毫米炮，因为它们可提供更高的射速。此外，还采纳了经过改良的水下防护系统，最终将设计定名为“G”号方案，并于10月4日获得批准。对弹药舱和锅炉舱的内部重新布置衍生了“G2”号方案，而将所有炮塔移到舷侧的尝试则被称为“G3”号方案，但事实证明这是不可行的。“G2”得以选作继续细化，成为“G7”，然后是“G7b”，于1906年3月3日获得德皇批准。而当最初的三座烟囱被改成了两个，并加入了一款新的舰艏设计后，于4月14日再获得威廉二世的批准，成为“G7d”方案。首舰拿骚号于5月31日发包订购，不久后又增加了威斯特法伦号，它们与大巡洋舰布吕歇尔号一同，都是根据1906－07年度的预算案订购。《舰队法》的第二修正案则于1908年3月27日获得通过；这项修正案包含10亿金马克的预算，并且规定战列舰的服役年限将从25年降低至20年。这使得岸防舰齐格弗里德级和前无畏舰勃兰登堡级都具备了被替换的必要性。萨克森级铁甲舰（最早于1870年代末投入使用）也需要更换，因为即便是在25年的标准下它们都已过时。四艘萨克森舰只将由拿骚级所替代。拿骚级的另外两艘——波森号和莱茵兰号随后根据1907－08年度的预算案进行订购。

## 规格

### 整体特征
拿骚级战列舰的全长为146.1米，舷宽26.9米，有8.9米的吃水深度。这些舰只的长宽比例为5.45:1，较同时代的设计略为“短粗”。在某种程度上，大于常规的宽度是由于其安装的四座翼炮塔，这需要更宽的船体。它们在标准载荷下的排水量为18873吨，满载排水量为20535吨。这些舰只大都分为19个水密舱室，除了拿骚号仅设16个。全部四艘舰都设有占龙骨88%比重的双层船底。转向由一对并排安装的方向舵控制。舰只还搭载有一些小型舰艇，其中包括1艘哨艇、3艘将官驳船、2艘机动艇、2艘小汽艇和2艘小划艇。其标准船员编制为40名军官加968名水兵；在担任分舰队旗舰时还可增配13名军官和66名水兵，担任支队旗舰时则可补充2名军官和23名水兵。
根据设计，这些舰只即便在平静的海面上也并不特别稳定，并且移动相当僵硬。由于翼炮塔的重量，舰只会遭受剧烈的横摇。沉重的翼炮塔导致舰只的稳心高度较大，并应使其成为非常稳定的火炮平台，但事实证明它们的摇摆频率与北海的平均涌浪周期一致。后期增加的舭龙骨则有助于改善横摇问题。尽管有摇摆倾向，拿骚级舰只仍然易于操纵，且转弯半径很小。它们在巨浪中仅有轻微的速度损失，但在满舵时的速度损失却高达70%。为此舰只还安装了减摇龙骨，以改善处理在满舵时造成的部分速度损失。

### 推进装置
帝国海军在采用先进的帕森斯蒸汽轮机方面进展缓慢，这主要是由于提尔皮茨和海军造舰局的抵制。后者曾于1905年表示“在重型军舰上使用涡轮机本身并不可取”。这个决定完全是基于成本考量：当时，帕森斯在蒸汽轮机上拥有垄断地位，并要求每制造一台涡轮机须支付100万马克的使用费。德国企业直至1910年才开始大批量生产涡轮机。
因此，拿骚级保留了旧式的三台立式三缸三胀蒸汽机配置，每台都设独立轮机舱，并各自负责驱动一副直径为5米的三叶螺旋桨。蒸汽由十二台舒尔茨－桑尼克罗夫特式（Schulz-Thornycroft）燃煤水管锅炉提供，它们分置在三个锅炉舱内。翼炮塔及其弹匣将机械装置进一步分成三组，从而提高了抗打击能力。锅炉通过管道引入两座烟囱中。推进系统的额定功率为22,000匹公制馬力（16,000千瓦特），设计速度19節（35每小時）；但在实际服役中，全部四艘同级舰都大幅超过了这些数字。其中，功率输出范围从26,244至28,117匹公制馬力（19,302至20,680千瓦特）不等，最高速度达20至20.2節（37.0至37.4每小時）。相比之下，无畏号的蒸汽涡轮机则可提供21節（39每小時）的额定速度。舰只电力是由八台涡轮发电机提供，可在225伏电压下输出1,280 kW（1,720 hp）的总电功率。
拿骚级舰只的燃煤标准荷载量为950吨，但满载时可搭载高达2700吨煤。若以10節（19每小時）的速度巡航，这些舰只可以航行9,400海里（17,400）；将速度提高至12節（22每小時）后，它们的巡航半径会缩短为8,300海里（15,400）；当达到16節（30每小時）时，其续航里程则会显著降至4,700海里（8,700）；而在19節（35每小時）节的高速状态下，则仅可航行2,800海里（5,200）。1915年，锅炉加装了燃油补充装置，并可额外携带197吨重油；使舰只得以通过向煤喷油来提高燃烧效率。

### 武器系统

拿骚级线条画，显示了主炮的布局

立式三胀蒸汽机占用了大量原本可用于弹药舱的内部空间。由于没有足够的弹匣容量来支持背负式的中心线炮塔，设计人员不得不以一种独特的六边形布局来设置其主炮。有两座双联装炮塔设于舰艏和舰艉（每端各一），每边侧翼亦各有两座。对于直接向前和向后射击，舰只可以倚仗六门重炮及八门舷侧炮；这与无畏舰的理论性能相同，但拿骚级需要额外两门重炮来实现。德国设计师认为这种布局提供了一个有效的重炮储备，可以躲避敌人的火力。虽然这种布局在半无畏舰中较为常见，但在其他海军中唯一为无畏舰采用此布局的仅有日本的河内级战列舰。

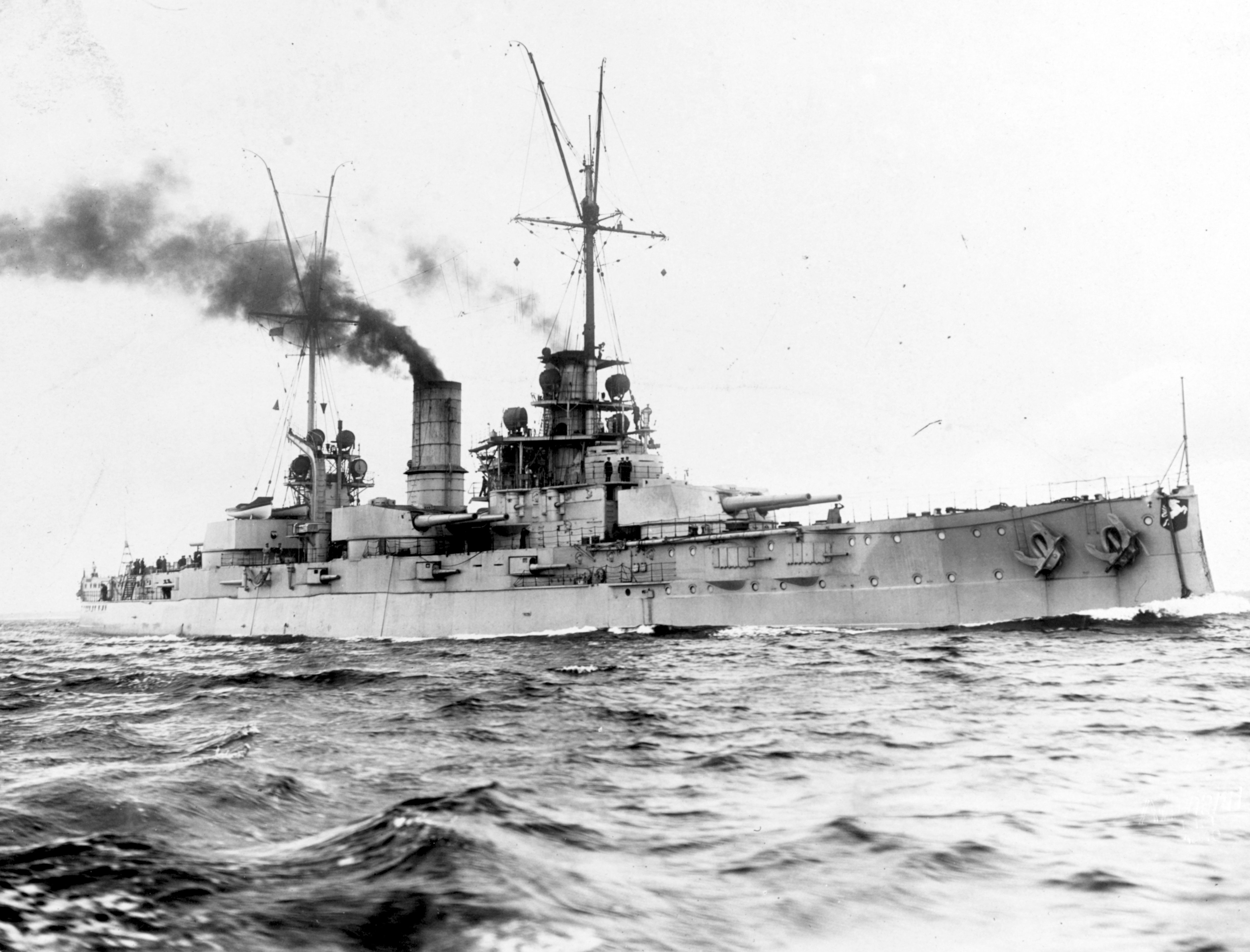
行进中的威斯特法伦号，可见其主炮、副炮及次副炮的布局

每艘舰只均装备有十二门280毫米45倍径速射炮。翼炮塔使用Drh LC/1906型炮架，这也被应用于同级的前两艘舰——拿骚号和威斯特法伦号的中心线炮塔。波森号及莱茵兰号的中心线炮塔则使用Drh LC/1907型炮架，其管径比LC/1906型更长。Drh LC/1906型炮架和280毫米舰炮是在1907年专门为新的德国无畏舰而设计的。两种炮架均可提升至20度的仰角，但LC/1907型可额外调低2度，降至-8度俯角。除了拿骚号和威斯特法伦号的中心线炮塔外，主炮的装药系统均设于弹药舱上方。它们均可发射302千克炮弹，其中26千克的前推进剂装入丝绸炸药包，而79千克的主推进剂则装至黄铜药筒内。炮口发射的初速为855米每秒，最大射程为20500米。在12000米的距离下，280毫米炮可以穿透高达200毫米厚的装甲带。
拿骚级舰只的副炮是由安装在炮廓内的十二门150毫米45倍径速射炮组成。其中六门置于主甲板层的两边舷侧。这些火炮可以每分钟4至5发的速率发射穿甲弹。炮管可以压低至-7度俯角或提升至19度仰角，最大射程为13500米。炮弹则重51千克，炮口初速为835米每秒。它们需要手动抬升及瞄准。
为了近距离防御鱼雷艇，舰只还配备了十六门88毫米45倍径速射炮，同样是安装在炮廓内。其中四门位于主炮前方、两侧各有两门。另有四门位于舰艛前部，余下四门在舰艉。这些火炮能够以650米每秒的初速发射10千克重的弹药，并可在抬升至25度仰角后达到9600米的最大射程。1915年后，有两门88毫米炮被移除，取而代之的是两门88毫米高射炮；而在1916年至1917年间，剩余的十二门88毫米炮都被移除。所替换的防空高射炮在发射较轻的9.6千克弹药时的初速可达765米每秒。它们能够升高至45度仰角并可命中相距11800米内的目标。
此外，拿骚级安装有六具450毫米水下鱼雷发射管。其中舰艏、舰艉各一具，两边舷侧防鱼雷舱壁的每一端则各两具。它们配备了C/06D型鱼雷，射程为6300米，速度为26.5節（49.1每小時），并携带有122.6千克重的弹头。舰艏发射管可向任意一侧倾斜至多30度，而舷侧发射管也可向前30度和向后60度瞄准。

### 装甲带

显示了装甲布局的舰舯截面图

拿骚级战列舰受到克虏伯生产的渗碳装甲保护。基本的装甲布局将舰只分为三个部分：舰艏、舰艉和中央堡垒，后者从主炮炮座的前部延伸到尾部。堡垒由水线装甲带的主要部分组成，两端与横向装甲舱壁相连，并以中层甲板上的弧形装甲甲板作支撑。它用于保护建筑的核心部位，包括推进系统相关的机械空间和弹药库。在堡垒的两端，装甲带的厚度大幅减少，艏部甲板被降低至与水线齐平，但艉部仍然维持中层甲板的水平。在1904－1905年的日俄战争期间，双方都有多艘战列舰遭水雷和鱼雷严重致损或击沉；同样重要的是，德皇腓特烈三世号战列舰曾于1901年撞上一块未知的岩石，受到了严重的破坏。这些都证明了改进水下防护的必要性。
装甲带的主要部分有290毫米厚，高1.2米，与轮机舱平行处增厚至300毫米，但至底部边缘、即水线以下1.6米处则逐渐减少至170毫米。其位于上层甲板的顶部边缘也会变薄至160毫米。装甲带往艏部将继续减少至140毫米，最薄处为100毫米。在堡垒的后部，装甲带逐渐减弱至130毫米和90毫米，最后在另一个90毫米厚的横向舱壁前结束。主装甲带的之后是一个30毫米厚的防鱼雷舱壁；由于四个翼炮塔及其炮座占用了船体近缘的较大空间，这对防鱼雷舱壁的安装造成了一定困难。廓装炮直接位于装甲带的中央部分，并受到160毫米厚的列板保护。这部分侧装甲的两端也由一个20毫米厚的舱壁所覆盖。
舰只的主装甲甲板在中央堡垒处的厚度为38毫米，甲板的两侧向下倾斜，至底缘与装甲带相连。倾斜部分的厚度增至58毫米，由此产生的隔舱被用作煤仓，当煤仓满载时，将为舰只内部提供额外的保护。防鱼雷舱壁两侧的隔舱退缩约4米，同样用于贮煤。在舰艏和舰艉部分，甲板厚度增至56毫米；它在舵机舱上方会进一步增厚至81毫米。艏楼甲板在副炮上方厚约2.5至3毫米，在防鱼雷舱壁上方则有2至3毫米厚。
前司令塔的顶部和侧部分别有80毫米和300毫米厚。司令塔的顶端是一个小型火炮控制塔，其表面呈弧形，厚400毫米。后司令塔的防护较弱，仅有50毫米厚的顶部和200毫米厚的侧部。主炮塔的正面、侧面和后面分别为有280毫米、220毫米和260毫米厚，以平衡炮塔。它们的顶部由两部分组成：倾斜的前部是90毫米，平坦的后部是60毫米厚。廓装副炮受上装甲带保护，并配备80毫米厚的炮挡；每门炮都被一个20毫米厚的横向隔板隔开，以防止某一门炮被击中后所产生的弹碎可能侵入相邻的炮廓。此外，拿骚级还安装有防鱼雷网，但它们在1916年之后被移除。

## 建造
拿骚级战列舰是分别以“巴伐利亚代舰”、“萨克森代舰”、“符腾堡代舰”和“巴登代舰”作为临时代号进行订购，用以替换四艘萨克森级铁甲舰。拿骚号作为同级的首舰，是在1907年7月22日于威廉港的帝国船厂开始进行龙骨架设，1908年3月7日下水，至1909年10月1日投入舰队。威斯特法伦号则于不到一个月后的1907年8月12日，在不来梅的威悉船厂开建。该舰于1908年7月1日下水，至1909年11月16日入役。
莱茵兰号作为同级的第三艘舰，实际上是首艘动工的舰只，于1907年6月1日在斯德丁的伏尔铿船厂架设龙骨。但莱茵兰号的建造进度慢于拿骚号和威斯特法伦号，因此至1908年9月26日才更迟下水，并至1910年4月30日投入舰队。最后一艘同级舰波森号则于1907年6月11日在基尔日耳曼尼亚船厂开建，1908年12月12日下水，并延至1910年5月31日才加入其姊妹舰阵中。

### 同级舰
| 舰只         | 造船厂             | 命名来源   | 架设日期      | 下水日期       | 入役日期       | 结局                   |
| ------------ | ------------------ | ---------- | ------------- | -------------- | -------------- | ---------------------- |
| 拿骚号       | 威廉港帝国船厂     | 拿骚公国   | 1907年7月22日 | 1908年3月7日   | 1909年10月1日  | 1920年拆解于多德雷赫特 |
| 威斯特法伦号 | 不来梅威悉船厂     | 威斯特法伦 | 1907年8月12日 | 1908年7月1日   | 1909年11月16日 | 1924年拆解于伯肯希德   |
| 莱茵兰号     | 斯德丁伏尔铿船厂   | 莱茵兰     | 1907年6月1日  | 1908年9月26日  | 1910年4月30日  | 1920年拆解于多德雷赫特 |
| 波森号       | 基尔日耳曼尼亚船厂 | 波森省     | 1907年6月11日 | 1908年12月13日 | 1910年5月31日  | 1922年拆解于多德雷赫特 |

## 服役历史

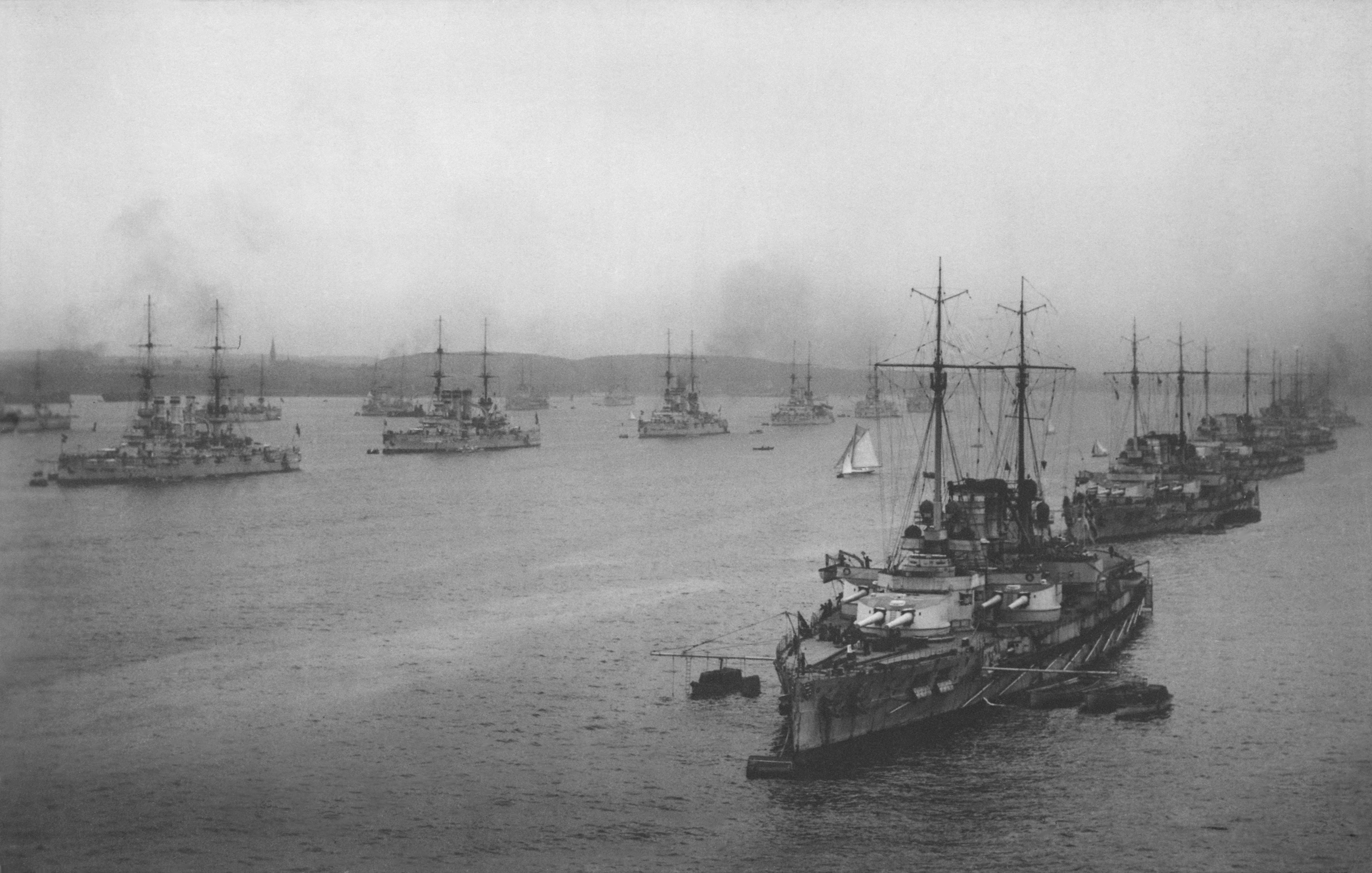
四艘拿骚级舰只连同第一战列分舰队余部及第二战列分舰队于战争爆发前

### 战前役期
在1910年初入役后，拿骚号和威斯特法伦号号率先被编入公海舰队的第一战列分舰队，并由后者担任旗舰。同年晚些时候，波森号和莱茵兰号也相继入列。在接下来的四年里，四艘同级舰都参加了分舰队和舰队的例行活动，包括各类演习、射术操练和训练巡航。典型的年度夏季训练巡航在7月达到高潮，通常会驶往挪威水域，然后在8月底和9月初举行年度舰队演习。仅有的例外是1912年，由于阿加迪尔危机，德国与英、法两国的紧张关系加剧，夏季训练巡航只是进入了波罗的海。1914年的七月危机期间，拿骚级舰只正身处挪威，当奥匈帝国与塞尔维亚之间的冲突明显无法避免时，它们被匆忙召回，开始动员参战。

### 第一次世界大战

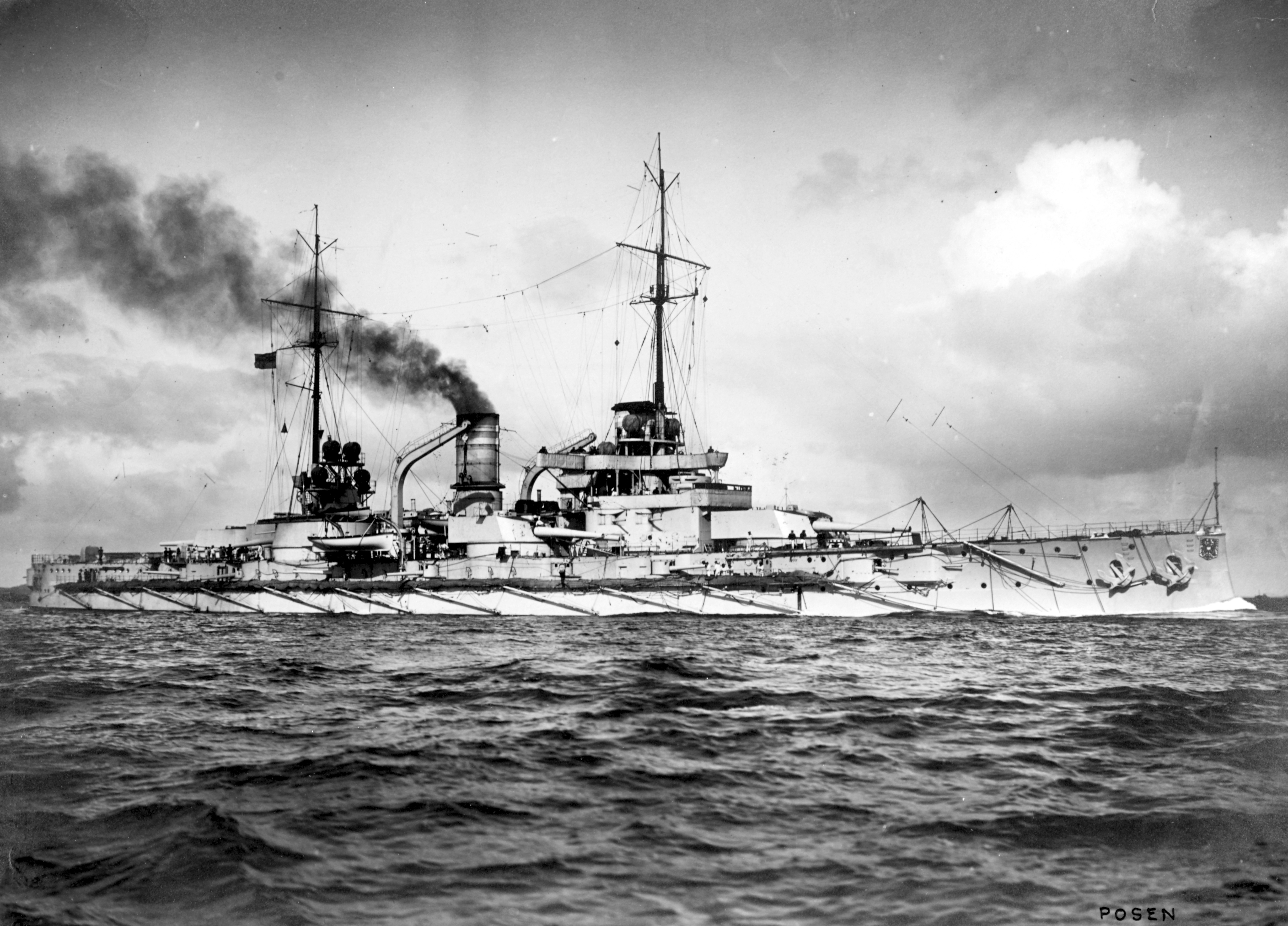
波森号在海上，约1911年

战争开始后，公海舰队对英国海岸发动了一系列的袭击，意图牵扯英国大舰队的一部分，或迫使英国人分散他们的部队。然后，公海舰队将能够集中自己的舰群摧毁孤立的兵力，从而减少英国舰队的数量优势。其中第一次是1914年11月2－3日对雅茅斯的突袭，由海军少将弗朗茨·冯·希佩尔麾下第一侦察集群的大巡洋舰主导实施，而战列舰则提供远程支援。是次行动未能找到任何重要的英国部队。随后是12月15－16日对斯卡布罗、哈特尔浦及惠特比的突袭。在夜间，公海舰队的驱逐舰阵幕群遇到了英国军舰——一个由六艘战列舰组成的分舰队及其护航舰只，但公海舰队司令、海军中将腓特烈·冯·英格诺尔误以为他正与整个大舰队对峙，遂脱离了交战。1915年1月24日，第一侦察集群的大巡洋舰在多格滩海战中遭到伏击，拿骚级舰只及舰队余部受命赶赴救援，但它们的抵达时间太晚，已来不及干预。公海舰队于3月、4月和5月对北海又进行了几次扫荡，试图找到英国巡逻队，但一无所获。
1915年8月，第一分舰队与三艘大巡洋舰从公海舰队中分离出来，临时增援波罗的海的一支特遣区舰队。德国人计划肃清里加湾，以便德国陆军占领里加。俄国的波罗的海舰队在湾区内部署了光荣号和若干炮艇及驱逐舰，入口处则受到一系列的雷区保护。在8月8日的里加湾海战中，德国人的首轮攻势未获成功，因为清理俄国雷区已耗费太长时间，导致布雷艇德国号迟迟无法布设己方的水雷。8月16日，特遣队开始第二轮攻势，拿骚号和波森号、四艘小巡洋舰以及三十一艘鱼雷艇突破了海湾的防线。当天，德国扫雷舰T46号和驱逐舰V99号均被击沉。8月17日，拿骚号连同波森号与俄舰光荣号展开炮斗，后者在三次中弹后被迫撤退。余下的扫雷舰清理出了一条直通海湾的航道，但协约国潜艇在该地区出没的报告则促使德国人于翌日上午撤离。这些舰只随后返回驻北海的公海舰队。
在返回北海后，舰队于10月进行了另一次突击，希望能捕猎一支英国分舰队；进一步的行动开始于1916年3月，此时的舰队总司令已换成了赖因哈德·舍尔。这些行动包括4月对雅茅斯及洛斯托夫特的袭击。然而，德国人不知道的是，英国人在袭击之前便意识到了他们的意图；1914年8月，德国小巡洋舰马格德堡号在波罗的海搁浅，俄国军队从残骸中打捞出了德军的电码本，并将副本交给了他们的英国盟友。有了解码德国无线信号的能力，英国人便可以派遣部队在对他们有利的条件下攻击公海舰队，就像他们在多格滩所做的那样。这也导致了5月31日的日德兰海战——当时英国人试图在离港口足够远的海域捕猎德国舰队，以切断并摧毁它们。

#### 日德兰海战

1916年5月31日-6月1日英国（蓝色）与德国（红色）舰队的调遣示意图

公海舰队于5月31日凌晨出发，打算利用希佩尔的大巡洋舰进行佯动，以吸引英国的战列巡洋舰队。知悉舍尔计划的英国人已经在海上，于5月30日晚些时候离开了他们在斯卡帕湾的基地。四艘拿骚级舰只及其所属的第一分舰队组成了德国战列线的中心，它们紧随在海军少将保罗·贝恩克率领的第三战列分舰队之后，但领先于弗朗茨·毛弗率领、由年迈的前无畏舰组成的第二战列分舰队。其中波森号担任第二支队的旗舰，受海军少将瓦尔特·恩格尔哈特指挥。行动的初始阶段于5月31日下午4点开始，德军第一侦察集群与英军第1战列巡洋分舰队展开了一场持久战，希佩尔将英国指挥官——海军中将戴维·贝蒂向南引诱至舍尔的舰队。在发现德国舰队后，比蒂又转向北方，带领德国人前往由海军上将约翰·杰利科率领的大舰队。
当双方舰队在接近18:00聚集时，包括拿骚级在内的德国战列舰开始与英国的轻巡洋舰和驱逐舰交火，期间波森号协助击沉了驱逐舰涅斯托尔号。至18:00，大舰队已抵达现场，并被部署从东北呈“T”形穿越舍尔的阵位。为了让其舰队摆脱这个危险的阵位，舍尔下令朝西南方向转舵16点。18:55，舍尔决定再次实施16点转舵，向英国舰队发起进攻，但很快被迫中断并撤退。德国人随后通过调动设法脱离大舰队，返回港口；当夜幕降临时，公海舰队试图在大舰队向南航行时从其艉部掠过，然后自己再向南驶往威廉港。在21:20左右，波森号的瞭望员发现了一群英国战列巡洋舰遂实施开火，命中了长公主号并跨中不挠号；但其姊妹舰看不清目标，未能开火。此后不久，拿骚号和威斯特法伦号与英国的轻巡洋舰群交战，并迫使它们撤退。
在大约6月1日午夜，拿骚号与英国驱逐舰喷火号接触，并试图趁混乱撞击对手。喷火号尝试规避，但未能迅速驶离，两舰最终相撞。拿骚号随即以舰艏的280毫米炮向驱逐舰开火，但它们无法压低至足够进入射程的俯角。尽管如此，炮口的冲击气流仍然摧毁了喷火号的舰桥。在那一刻，喷火号得以与拿骚号脱离，并掀掉了后者长约6米长的部分舷侧外板。这次碰撞导致拿骚号的一门150毫米炮失效，并在水线下方留下一道3.5长的裂缝；舰只的最大速度因此被迫降低至15節（28每小時），直至其完成修复。大约在同一时间，波森号也不慎撞上了己方小巡洋舰埃尔宾号，并造成其水线以下穿孔。埃尔宾号受损严重，轮机舱完全被水淹没，无法动弹；舰长遂下令凿沉埃尔宾号，以防止被英国人俘获。
01:00后不久，拿骚号和图林根号与英国装甲巡洋舰黑太子号相遇。图林根号首先开火，并以总计27枚大口径炮弹和24枚副炮弹药连续重击黑太子号。拿骚号、东弗里斯兰号，以及腓特烈大帝号随后亦相继加入增援。黑太子号呈现出可怖及令人惊叹的景象，因为它伴以熊熊大火漂离战线，直至经过数次小规模的燃爆，最终连同全体船员在一声巨大的爆炸后，消失在水平面之下。黑太子号的残骸直接倒在拿骚号的航路上；为了规避，拿骚号不得不陡然转舵驶向第三战列分舰队。同时舰只必须全速倒车，以防止与皇后号相撞。随后，拿骚号重新回到前无畏舰黑森号和汉诺威号之间的位置。返回德国水域后，拿骚号、波森号和威斯特法伦号，连同黑尔戈兰级舰只黑尔戈兰号和图林根号，负责在亚德湾锚区组成夜间防御阵位。在整个战斗过程中，拿骚级舰只仅遭受到大舰队的少量副炮袭击；其中拿骚号被命中两次、威斯特法伦号和莱茵兰号各一次，波森号则完全没有受到伤害。四艘同级舰只无一被对手的重炮击中。

#### 后续行动

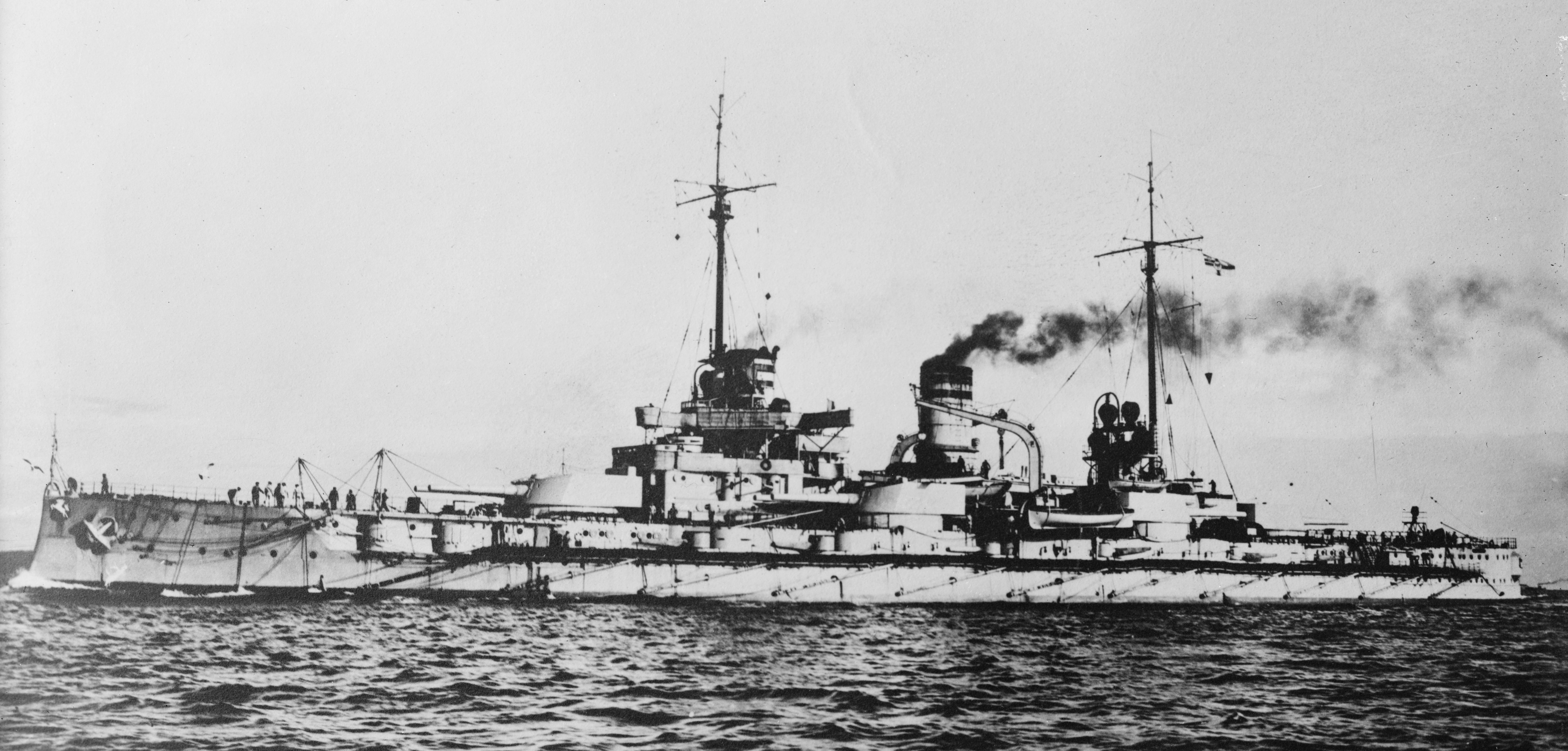
航行中的威斯特法伦号

在日德兰海战不到三个月后，舍尔又开始在北海开展另一项行动；在1916年8月19日行动期间，威斯特法伦号遭英国潜艇E23号发射的鱼雷击中，但损伤程度较轻，并且很快即完成修复。9月和10月还有进一步的行动，但舰队在1917年几乎没有活动。1917年10月，当舰队大部在里加湾执行的阿尔比恩行动期间，四艘拿骚级战列舰则被派往波罗的海东部巡逻，以防范任何英国企图干预的可能。1918年2月，威斯特法伦号和莱茵兰号从公海舰队中分离出来，受命进入波罗的海。此时芬兰正在反抗俄国的统治，两艘舰是为了对内战中的芬兰人提供协助。波森号亦于4月初加入它们之列。在4月11日大约07:30，莱茵兰号于奥兰群岛搁浅。为了减轻负重使其重新浮起，舰上拆除了总计大约6000吨的火炮、装甲带和煤炭，并直至7月9日才完成。莱茵兰号并未进行修复，而是在基尔作为宿营船继续服役。
1917年末，德国的轻型部队开始袭击英国前往挪威的船队，促使英国派出重型护航舰。这给德国舰队提供了一个在整场战争中一直等待的机会:一个摧毁大舰队中孤立部分的机会。然而，德国情报部门错误地估计了船队的航行日程，在1918年4月出击时，未能拦截到任何船队；拿骚号是同级中唯一参加这次行动的舰只。威斯特法伦号于8月从芬兰返回后即撤出现役，改作炮术训练舰。舰队在战争的最后几个月里几乎没有什么活动，士气一落千落，当舍尔和希佩尔明显打算在战争的最后几天对大舰队发动最后一击时，导致了威廉港兵变的发生。
随着第一次世界大战在1918年结束，国王级、皇帝级和巴伐利亚级的十一艘战列舰以及五艘大巡洋舰，连同一些小巡洋舰和驱逐舰，都被扣留在英国斯卡帕湾，它们的命运将取决于《凡尔赛条约》的谈判。拿骚级和黑尔戈兰级战列舰则被留在了德国。在1919年6月德国舰队自沉后，全部4艘拿骚级舰都作为凿沉舰只的替代品被划拨至获胜的协约国。其中，拿骚号割让至日本，英国接收了威斯特法伦号和波森号，而莱茵兰号则被直接售予了多德雷赫特的拆船商。在1920年至1924年间，威斯特法伦号报废于伯肯希德，其余舰只也在多德雷赫特报废。

### 脚注
1. ↑  译名参考自《英国战列舰全史 1906-1914》。[2]
2. ↑  英国一直致力于打造的海军实力应是不低于任何两个其它海军强国加起来的海军力量。[1]
3. ↑  由于战时形势，德国获得高质量煤炭的机会有限，但却容易取得船用劣质煤。高质量煤通常会留给小型舰船，因其船员较难按照劣质煤的增效需求及时清洁锅炉。结果，德国的主力舰大多获供应劣质煤，因为他们更大规模的船员编制能够更好地完成增效的维护工作。1915年以后，又引进了在劣质煤上喷油的做法，以提高燃烧效率。[17]
4. ↑  根据德意志帝国海军的命名法，该炮的官方名称为。其中SK（Schnelladekanone）表示“速射炮”，而L/45表示炮管长度，即45倍径。[21]
5. ↑  所有德国舰船在订购时都会被赋予临时代号；其中新增编入舰队的使用字母代号，而用于替换旧舰的则使用“替代（旧舰名）”[29]。

### 引用
1. 1 2 3  Campbell & Sieche，第134頁.
2. ↑  江泓，第2頁.
3. ↑  Dodson，第72頁.
4. ↑  Dodson，第72–73頁.
5. 1 2  Dodson，第73頁.
6. 1 2 3 4 5 6  Campbell & Sieche，第145頁.
7. ↑  Campbell & Sieche，第150頁.
8. ↑  Campbell & Sieche，第135頁.
9. ↑  Dodson，第74頁.
10. 1 2 3 4  Ireland，第30頁.
11. 1 2 3 4 5 6 7 8 9 10 11  Gröner，第23頁.
12. ↑  Friedman，第63頁.
13. ↑  Lyon，第100–101頁.
14. ↑  Herwig，第59–60頁.
15. ↑  Staff，第23, 35頁.
16. ↑  Campbell & Sieche，第21頁.
17. ↑  Philbin，第56頁.
18. 1 2 3  Breyer，第263頁.
19. 1 2 3 4 5  Campbell & Sieche，第140頁.
20. 1 2  Campbell，第13頁.
21. ↑  Grießmer，第177頁.
22. ↑  Campbell & Sieche，第140, 145頁.
23. ↑  Friedman 2011，第138–139頁.
24. ↑  Friedman 2011，第143頁.
25. ↑  Friedman 2011，第336–337頁.
26. ↑  Dodson，第75頁.
27. 1 2 3  Campbell，第14頁.
28. ↑  Campbell，第13–14頁.
29. ↑  Gröner，第56頁.
30. 1 2 3  Gröner，第23–24頁.
31. ↑  Staff，第11, 23–26頁.
32. ↑  Tarrant，第31–33, 38頁.
33. ↑  Staff，第26, 43頁.
34. ↑  Herwig，第149–150頁.
35. ↑  Halpern，第197頁.
36. ↑  Halpern，第195–198頁.
37. ↑  Staff，第43頁.
38. ↑  Halpern，第36頁.
39. ↑  Herwig，第150–151, 178頁.
40. ↑  Tarrant，第286頁.
41. ↑  Tarrant，第94–101, 110頁.
42. ↑  Campbell，第34頁.
43. ↑  Tarrant，第153, 165, 172頁.
44. ↑  Campbell，第101, 254, 257頁.
45. ↑  Tarrant，第220頁.
46. ↑  Tarrant，第250頁.
47. 1 2 3  Tarrant，第225頁.
48. ↑  Tarrant，第263頁.
49. ↑  Tarrant，第296頁.
50. 1 2 3 4  Hore，第67頁.
51. ↑  Staff，第26, 31–33頁.
52. ↑  Gröner，第24頁.
53. ↑  Massie，第747–748頁.
54. ↑  Staff，第27頁.
55. ↑  Tarrant，第280–282頁.
56. ↑  Campbell & Sieche，第139頁.

## 延伸阅读
- Dodson, Aidan; Cant, Serena. . Barnsley: Seaforth Publishing. 2020. ISBN 978-1-5267-4198-1.
- Koop, Gerhard; Schmolke, Klaus-Peter. . Bonn: Bernard & Graefe Verlag. 1999. ISBN 978-3-7637-5994-1 （德语）.